# Средний отит
Сре́дний оти́т — воспаление среднего уха человека.
Среднее ухо представляет собой полость между барабанной перепонкой (внутренней границей наружного уха) и внутренним ухом; в среднее ухо открывается евстахиева труба. Острый средний отит разделяется на банальный, секреторный отит, идиопатический гематотимпанум, острый отит при инфекционных болезнях, травматический отит. Острый отит в некоторых случаях (например, при неадекватном лечении) может переходить в хронический. В зависимости от особенностей клинических и морфологических проявлений, хронический средний отит подразделяется на мезотимпанит, эпитимпанит и мезоэпитимпанит.

## Этиология
Острое воспаление среднего уха развивается вследствие поражения слизистой оболочки барабанной полости как бактериальной флорой, так и вирусами гриппа. Микробиологические исследования экссудата из барабанной полости показывают, что наиболее часто острый средний отит вызывается различными видами стрептококков, стафилококков, пнемококков и гемофильной палочкой, реже обнаруживаются анаэробы и грамотрицательные микробы. Следует отметить, что развитию острого среднего отита в большинстве случаев предшествует острая респираторная инфекция, при которой нарушаются защитная и транспортная функции мерцательного эпителия слуховой трубы, что способствует проникновению патогенной флоры из носоглотки в барабанную полость. Поэтому в этиологии острого среднего отита определенное значение играет патогенная комбинация респираторного вируса и бактериального агента.

## Патогенез
Патогенез острого среднего отита тесно связан с путем попадания патогенной флоры в полости среднего уха. Выделяют три основных пути инфицирования барабанной полости: 
- тубарный;
- гематогенный;
- транстимпанальный.

Тубарный путь является основным. Респираторная вирусная инфекция, в большинстве случаев предшествует развитию отита, поражая слизистую оболочку слуховой трубы, нарушает вентиляционную и дренажную функции последней. В результате снижается внутрибарабанное давление и начинается процесс экссудации жидкости из сосудов слизистой среднего уха с последующим проникновением патогенной микрофлоры и развитием воспалительного процесса. Воспалительный процесс в среднем ухе, как правило является гнойным.
Воспалительный процесс при остром среднем отите начинается с отека и инфильтрации лейкоцитами слизистой оболочки с последующим образованием экссудата. Стадия серозного воспаления сменяется катаральной, при которой из-за усиления секреции клеток покровного эпителия экссудат становится более вязким.
По мере развития гнойного воспаления все воздухоносные пространства среднего уха заполняются отечной, инфильтрированной слизистой и гнойным экссудатом. Ограничивается подвижность слуховых косточек. Скопившийся экссудат оказывает давление на барабанное нервное сплетение и барабанную перепонку. При прободении барабанной перепонки появляется оторея.
По мере стихания воспаления в среднем ухе начинаются репаративные процессы (пролиферативная стадия воспаления), при которых наблюдается миграция мононуклеарных клеток из сосудов в ткани среднего уха.
Гематогенный путь попадания патогенной флоры в среднее ухо наблюдается при инфекционных заболеваниях ( скарлатина, корь, грипп). Особенностью течения острых средних отитов при скарлатине и кори является некротический характер изменений в слизистой оболочке, связках и стенках барабанной полости. Некротические изменения в тканях связаны с тромбозом сосудов среднего уха и резким нарушением трофики. При этом некротические разрушения барабанной перепонки приводят к образованию обширных перфораций, вследствие чего воспалительный процесс переходит, как правило, в хроническую стадию. При гриппозных отитах развивается специфическая геморрагическая форма воспаления, при которой наблюдается резкое расширение кровеносных сосудов среднего и наружного уха, с последующим образованием экстравазатов из-за разрыва сосудистых стенок. Экстравазаты заполнены геморрагическим экссудатом и могут локализоваться как в наружном, так и в среднем ухе.
Транстимпанальный путь попадания патогенной флоры наблюдается при травмах барабанной перепонки различного генеза. Нарушение целостности барабанной перепонки приводит к устранению тканевого барьера между средним и наружным ухом и проникновению вирулентной инфекции в барабанную полость.

## Клиника
Симптомы среднего отита в большинстве случаев проявляются в течение нескольких часов. В их число может входить:
- боль в ухе, возможно, довольно сильная;
- частичная потеря слуха;
- повышенная температура.

В случае разрыва барабанной перепонки возможно появление кровянистых выделений из уха и ослабление боли.

## Диагностика
Диагноз острого среднего отита, как правило, ставится на основании клинических данных и основывается на остром (в течение 48 часов) начале боли, выбухании барабанной перепонки и, особенно у детей, наличие признаков выпота в среднем ухе при пневматической отоскопии. За исключением жидкости, полученной в ходе миринготомии, анализ посева жидких выделений из уха, как правило, не делают.

## Лечение
В случае острого среднего отита обычно применяется консервативное (нехирургическое) лечение. В зависимости от стадии острого отита — катаральный или гнойный — принимается решение о назначении антибиотиков. При гнойном среднем отите обязательно назначается курс антибиотиков в таблетках или в виде инъекций не менее чем на 5—7 дней. Приём этих препаратов позволяет предупредить развитие осложнений.
При катаральном среднем отите рекомендуется так называемая выжидательная тактика (только после согласия ЛОР-врача). В течение первых 48 часов болезни родители наблюдают за состоянием ребёнка и лечат его исключительно с помощью жаропонижающих препаратов и местной терапии (капли в нос, мини-компрессы с ушными каплями). Антибиотики применяют только в том случае, если за время наблюдения состояние ребёнка не становится лучше (сохраняются боли и не снижается температура).

## Галерея

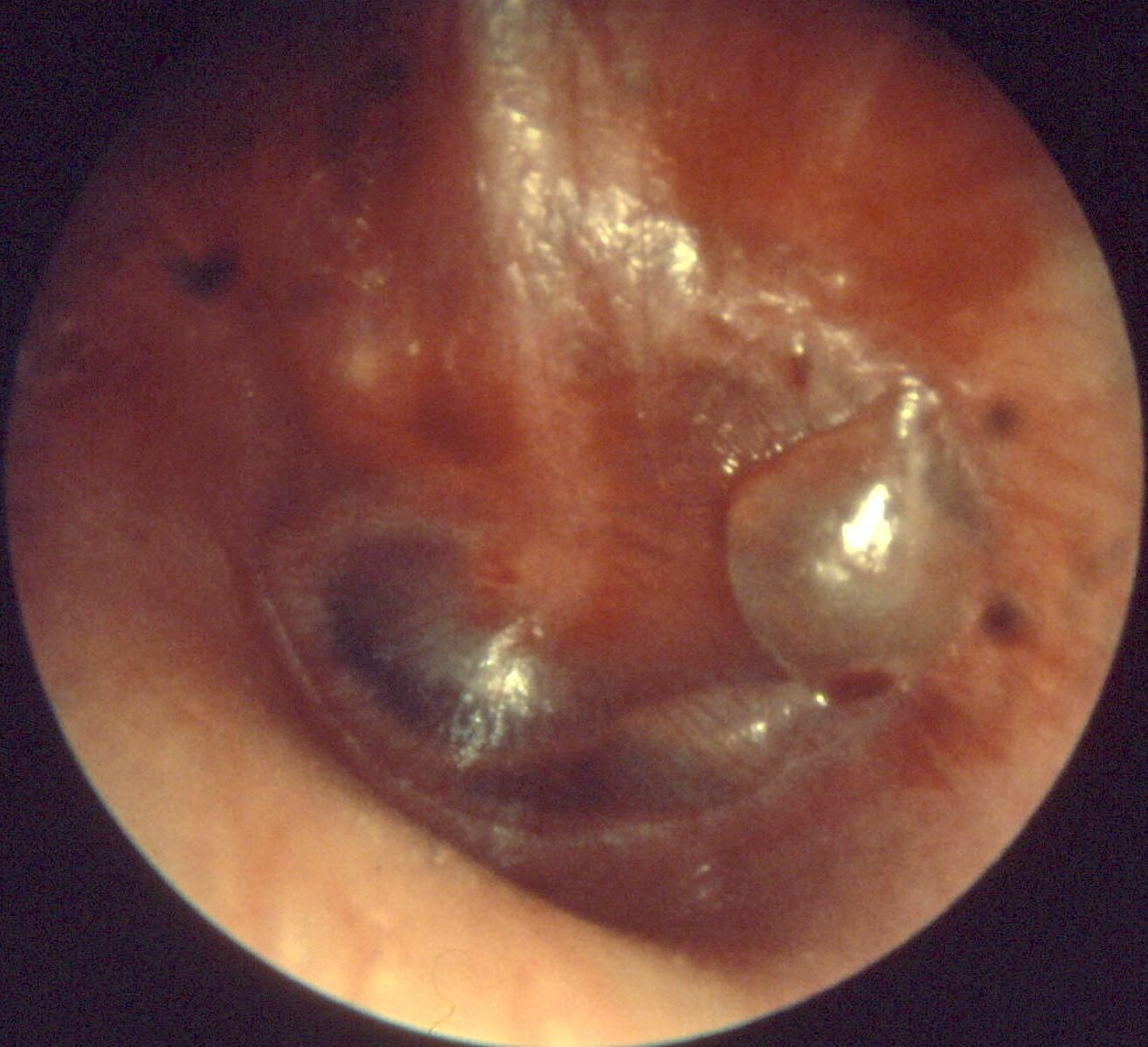
Острый отит — буллёзный мирингит
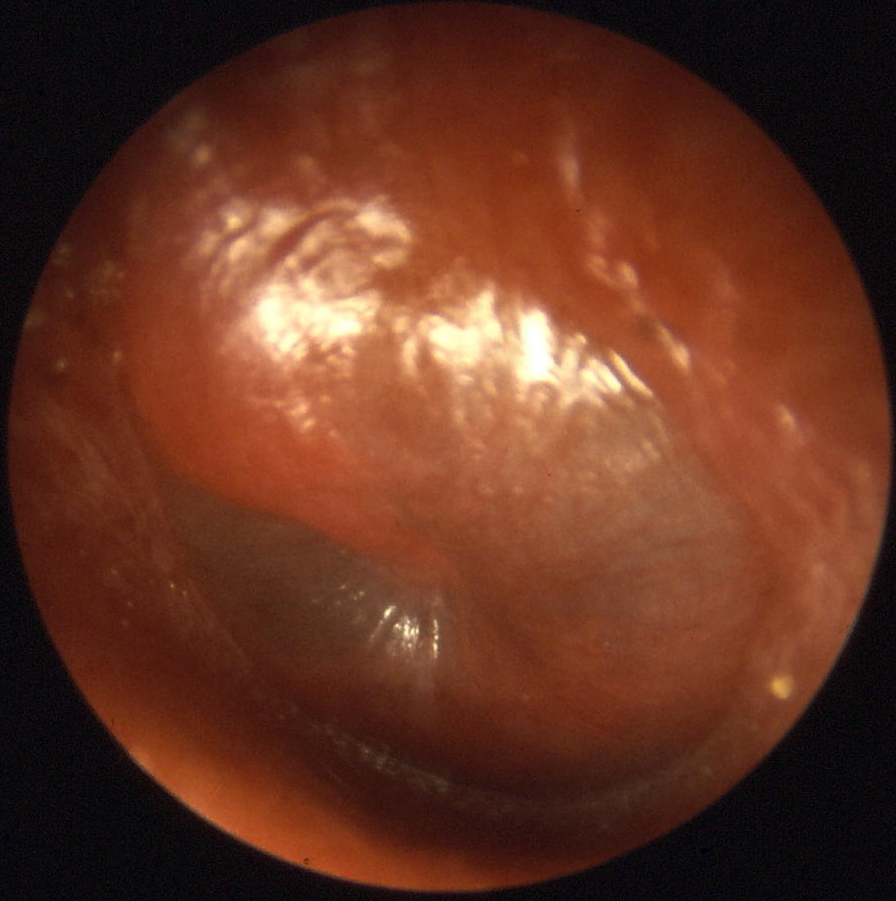
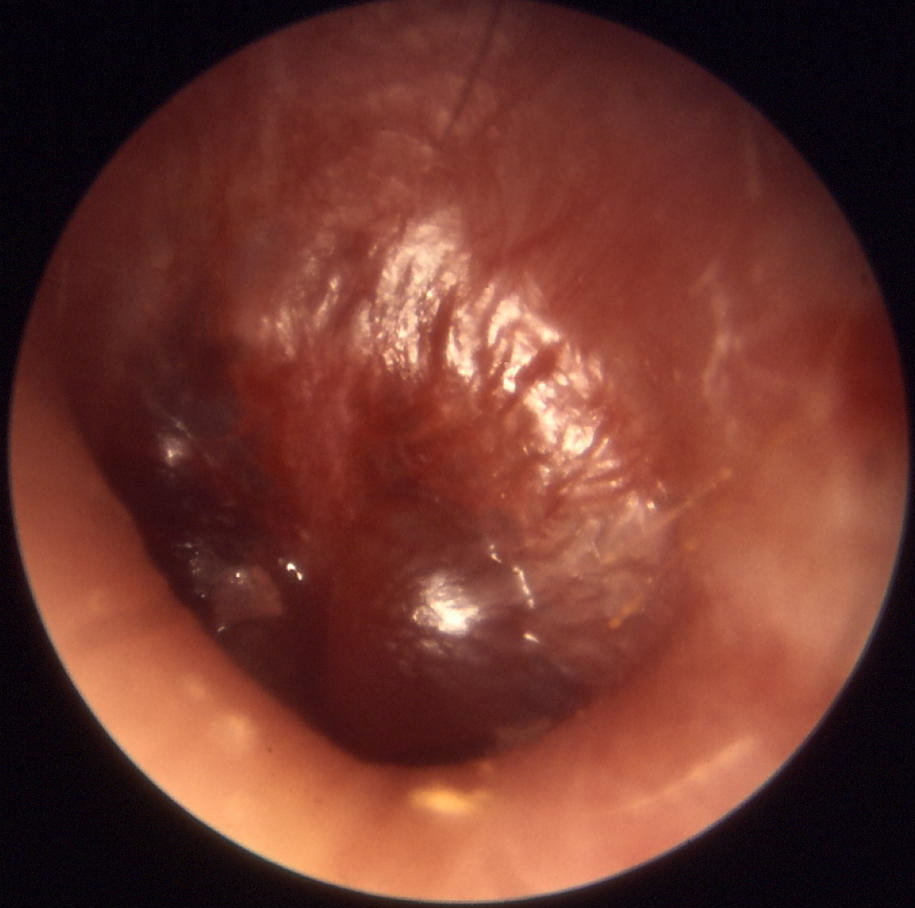
Гриппозный средний отит
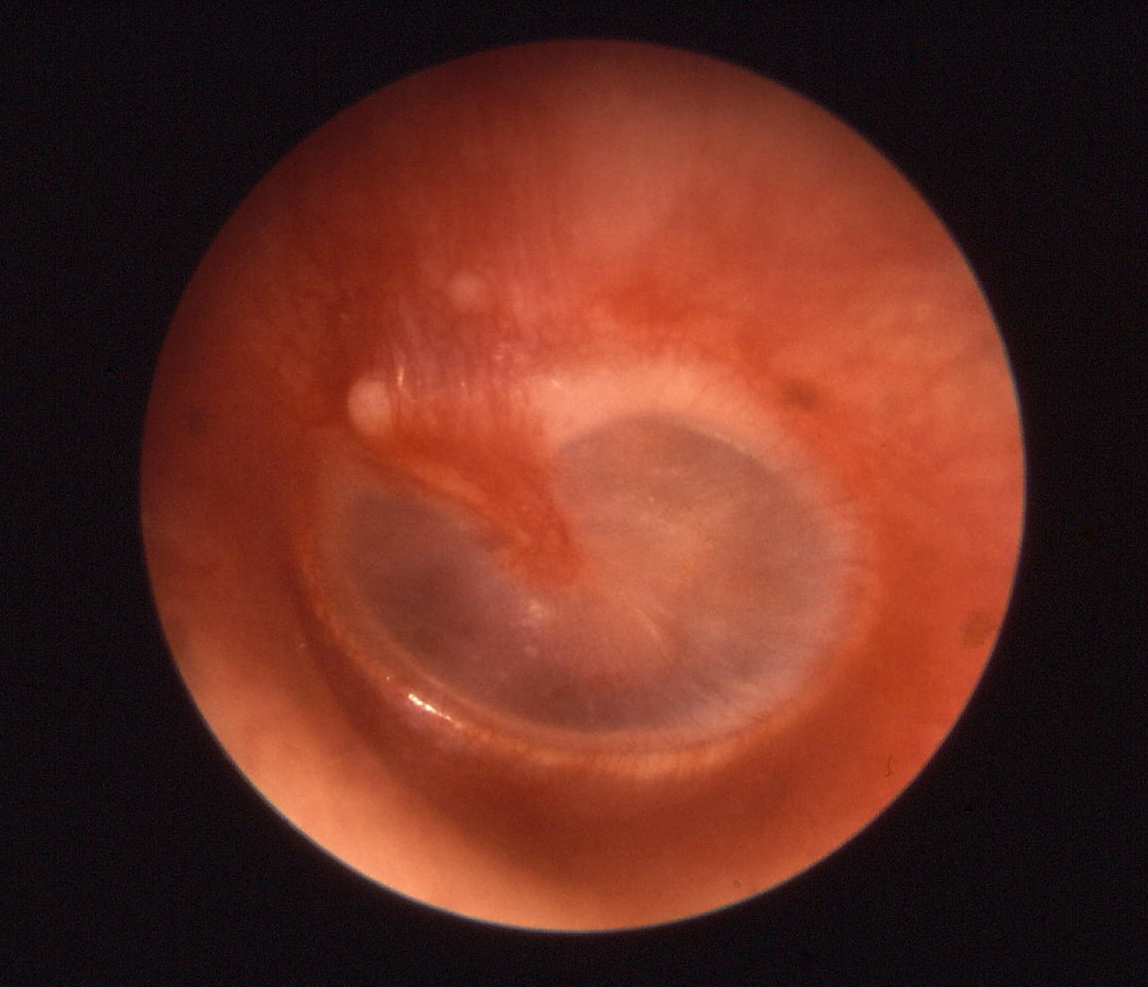
Острый средний отит
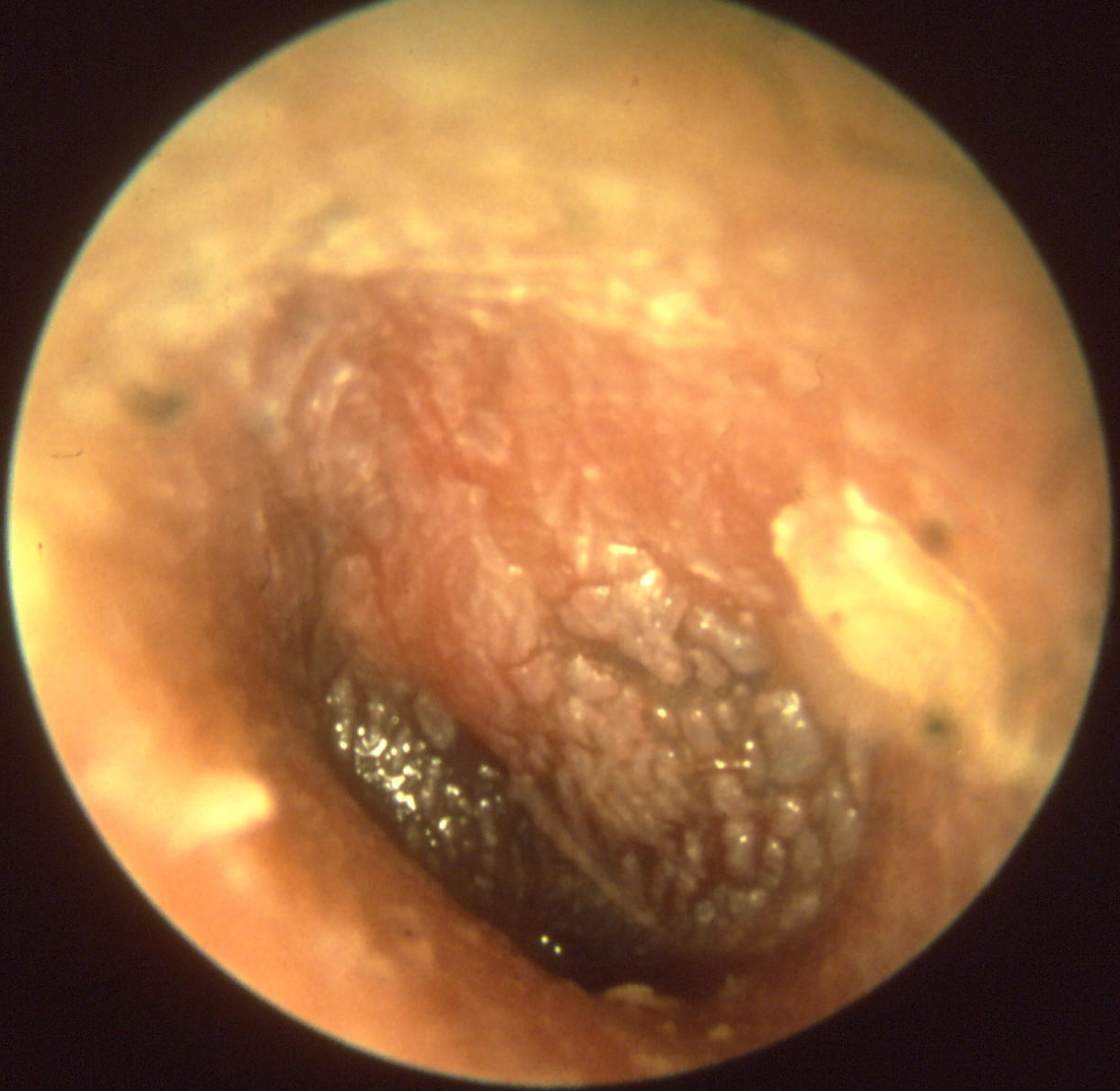
Острый средний отит
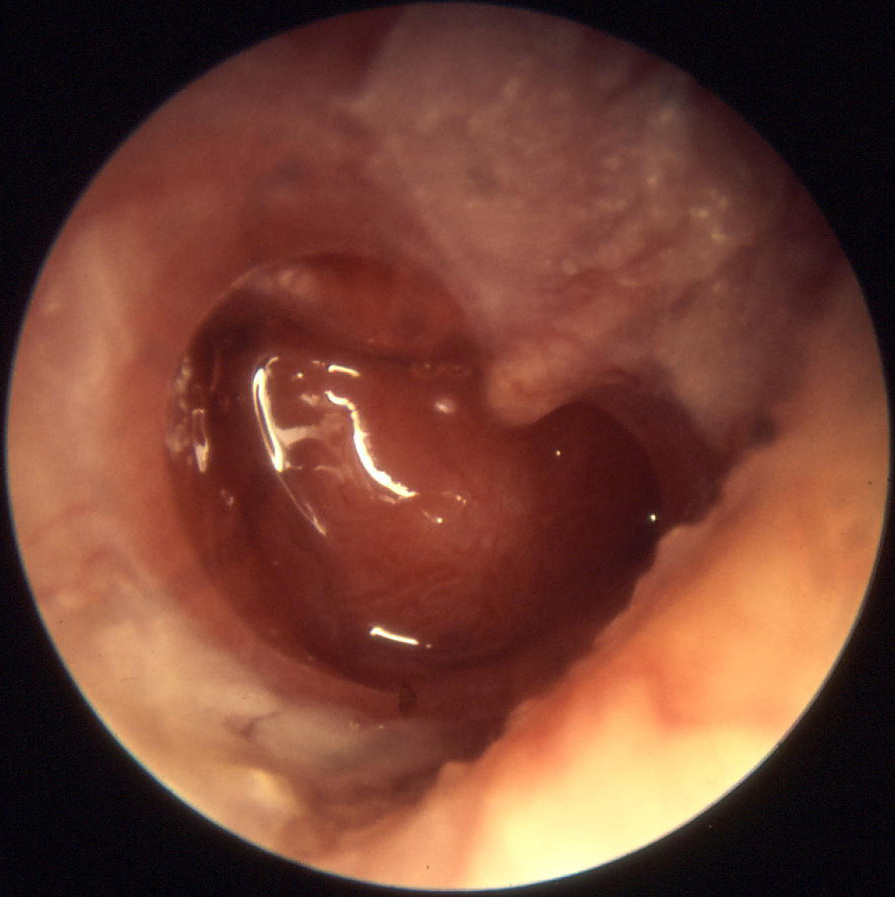
Мезотимпанит
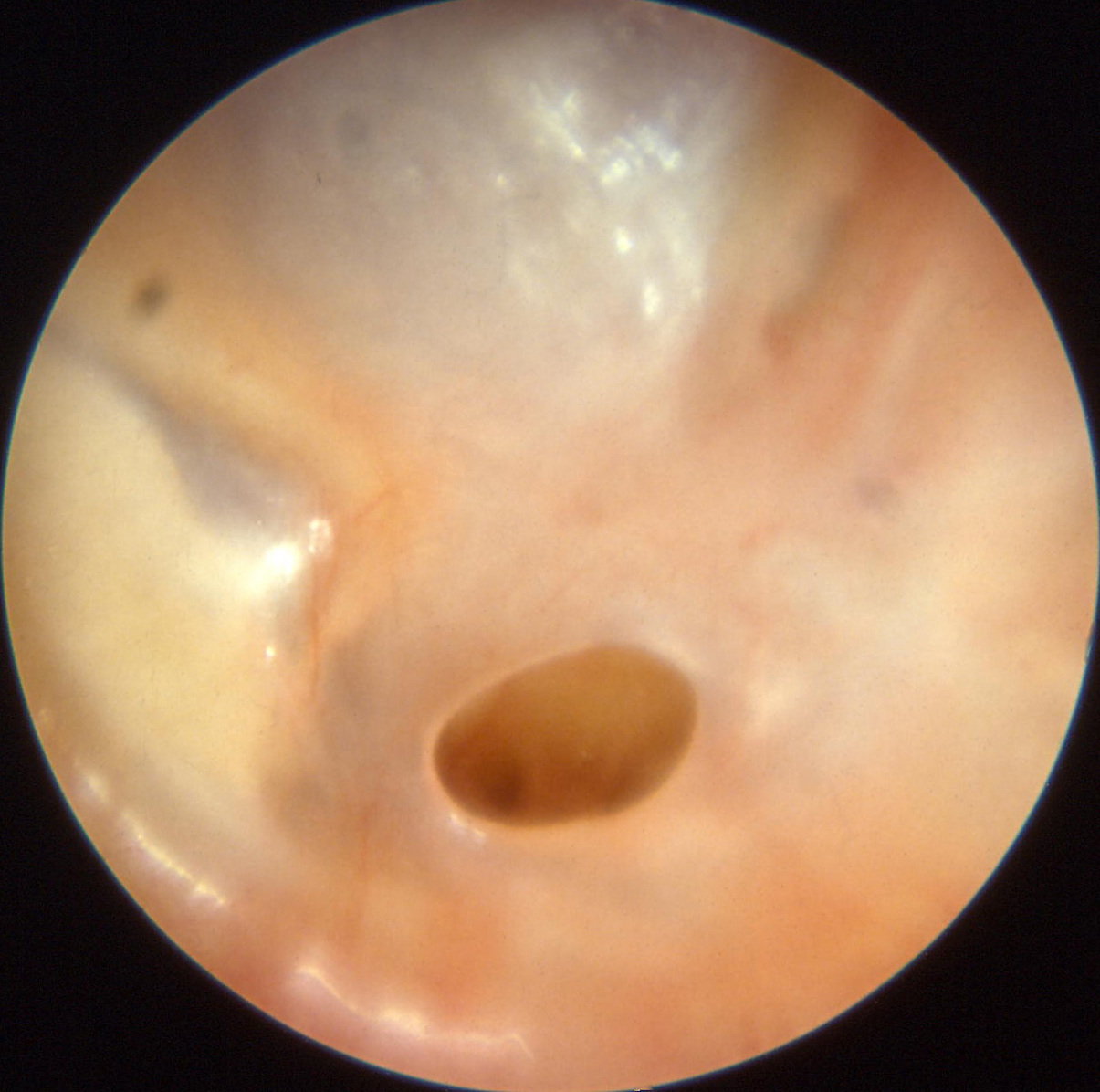
Мезотимпанит
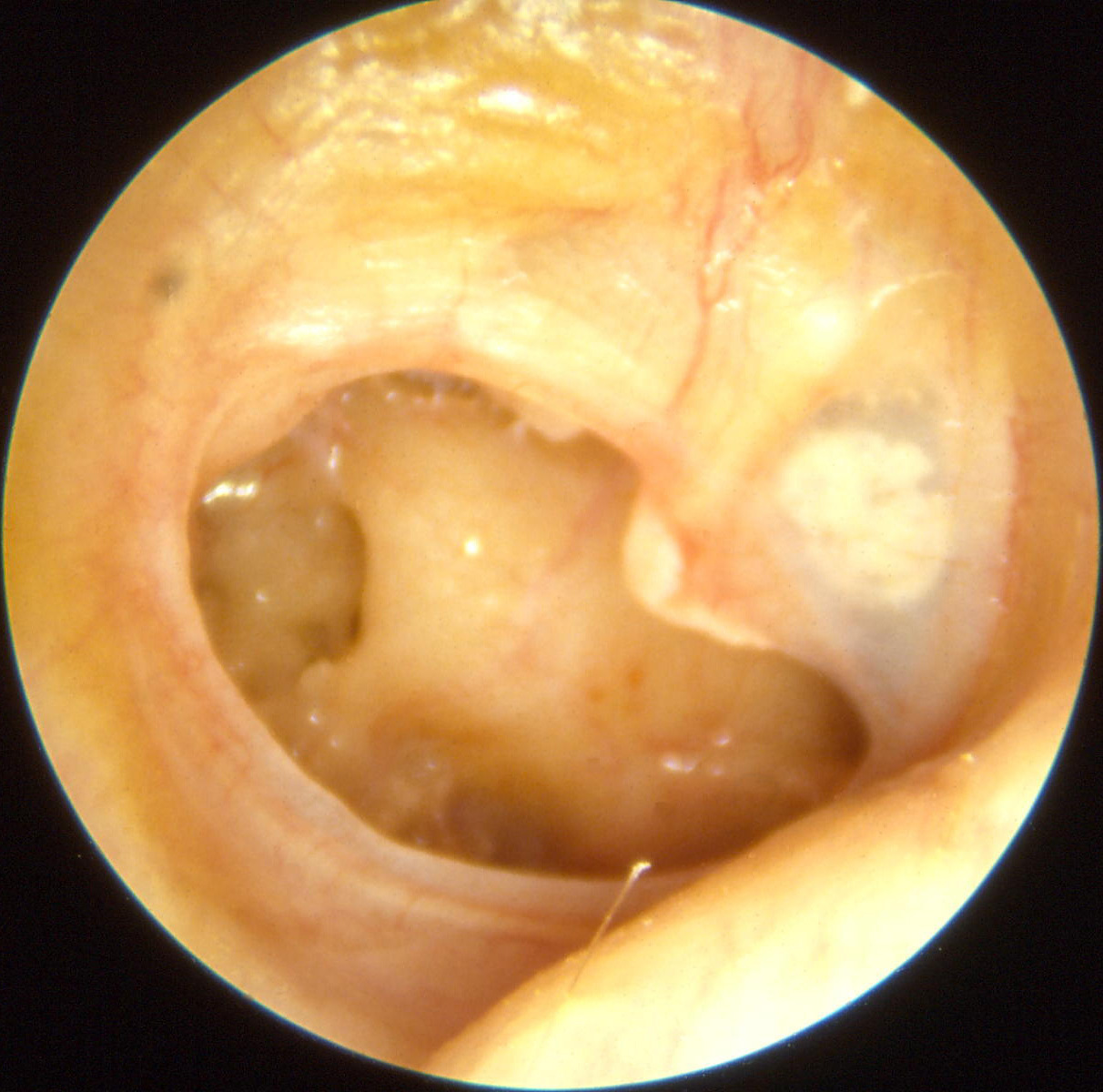
Мезотимпанит
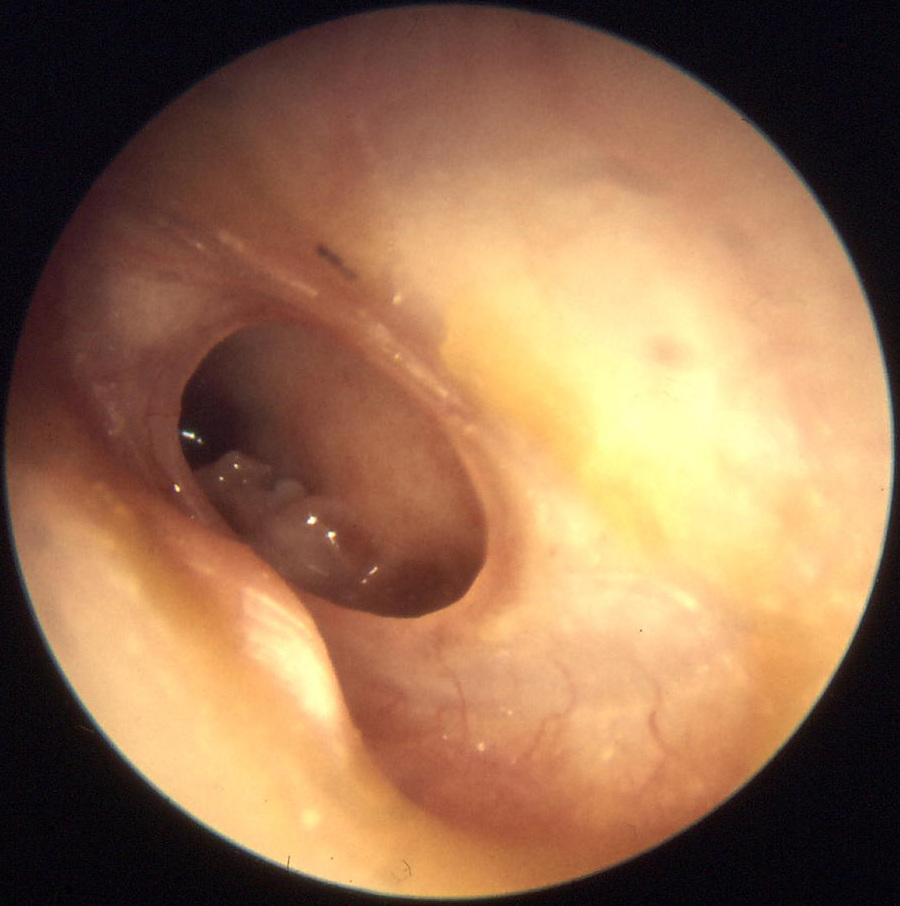
Мезотимпанит